# موج‌سواری یدک‌کش
موج‌سواری یدک‌کش (انگلیسی: Tow-in surfing) روشی است که در آن موج‌سوار به کمک یک وسیله نقلیه، مانند جت‌اسکی یا بالگرد، به موج‌های بزرگ و سریع می‌رسد. این روش در اواسط دهه ۱۹۹۰ توسط موج‌سوارانی اختراع شد که می‌خواستند موج‌های بزرگ‌تر از ۹ متر را بگیرند و یکی از بزرگ‌ترین پیشرفت‌ها در تاریخ موج‌سواری بوده است.
در این روش، موج‌سوار با طنابی به جت‌اسکی یا بالگرد متصل می‌شود و به سمت موج کشیده می‌شود. این روش در مکان‌هایی که موج‌ها بسیار بزرگ است (مانند Peʻahi در شمال مائوئی) یا موقعیت موج‌سوار روی موج بسیار مهم است (مانند Teahupoo در جنوب شرقی تاهیتی)، بسیار مفید است.
استفاده از هلیکوپتر برای موج‌سواری یدک‌کش از اواسط دهه ۲۰۰۰ آغاز شد و مزایای زیادی نسبت به جت‌اسکی دارد. خلبان که در ارتفاع بالایی قرار دارد، می‌تواند امواج بزرگ را از فاصله دورتر تشخیص دهد و موج‌سوار را در موقعیت مناسب قرار دهد. هلیکوپتر سریع‌تر است و تحت تأثیر سطح اقیانوس قرار نمی‌گیرد، اما هزینه آن بسیار بیشتر است.
پیش از اختراع موج‌سواری یدک‌کش، موج‌سواران نمی‌توانستند به موج‌هایی با ارتفاع ۹ تا ۱۵ متر برسند. بزرگ‌ترین موجی که قبل از آن می‌توانستند بگیرند، حدود ۶ متر بود. در موج‌سواری یدک‌کش، یک نفر با جت‌اسکی، موج‌سوار را با طناب به محل موج می‌برد و وقتی موج می‌آید، او را به داخل موج می‌کشد. سپس موج‌سوار طناب را رها می‌کند و به تنهایی موج‌سواری می‌کند.
موج‌سواری یدک‌کش با موج‌سواری معمولی تفاوت‌های زیادی دارد. موج‌ها بسیار بزرگ‌تر هستند و خطر سقوط از روی تخته و برخورد با موج بسیار بیشتر است.

## پیشینه
لِرد همیلتون (Laird Hamilton)، بوزی کربکس (Buzzy Kerbox)، دیو کالا (Dave Kalama) و دیگران از پیشگامان موج‌سواری یدک‌کشی در اواسط دههٔ ۱۹۹۰ بودند.
لِرد همیلتون دربارهٔ این روش می‌گوید: «این حس، ترکیبی از پرواز، قایقرانی و سریع‌ترین سرعتی است که تا به حال داشته‌اید. در واقع، این فقط احساس سرعت است.»
اما این روش انتقاداتی هم دارد. منتقدان می‌گویند که صدای موتور جت اسکی و دود آن برای محیط زیست مضر است و همچنین ممکن است موج‌سواران تازه‌کار که آموزش کافی ندیده‌اند، در شرایط خطرناکی قرار بگیرند. از طرف دیگر، موج‌سواران حرفه‌ای و باتجربه با همکاری یکدیگر می‌توانند در شرایط سخت اقیانوس از یکدیگر مراقبت کنند.
محیط‌بانان و موج‌سواران سنتی با موج‌سواری یدک‌کش در برخی مناطق مخالف هستند و می‌گویند که این کار به حیات وحش آسیب می‌رساند و برای ساکنان مزاحمت ایجاد می‌کند. به عنوان مثال، آن‌ها پیشنهادی را برای ممنوعیت موج‌سواری یدک‌کش در مَوِریکس در شمال کالیفرنیا تصویب کرده‌اند.